# Тарбек
Тарбек (нім. Tarbek) — громада в Німеччині, розташована в землі Шлезвіг-Гольштейн. Входить до складу району Зегеберг. Складова частина об'єднання громад Борнгефед.
Площа — 9,92 км2. Населення становить 164 ос. (станом на 31 грудня 2020).